# Patrick Dempsey
Patrick Dempsey (Lewiston, Maine, 13. siječnja 1966.) je američki glumac i vozač utrka. 

## Životopis

### Karijera
Rođen je kao najmlađi od troje djece. Njegov rodni grad je Lewiston, Maine. Majka mu je bila tajnica u srednjoj školi. Obrazovao se u nekoliko institucija. Ima irske krvi.
Bio je dobar žongler i skijaš, postigavši velike uspjehe na nacionalnoj razini. Kasnije ga je zainteresirala gluma, a prve uspjehe donijelo mu je kazalište. Dospio je i do Los Angelesa.
Do sada je ostvario pedesetak uloga, a najviše slave donijela mu je serija Uvod u anatomiju, gdje glumi neurokirurga Dr. Dereka Sheparda. Partnerice su mu bile glumice Hilary Swank, Reese Witherspoon, Kirstie Alley, Michelle Monahan i mnoge druge. 

### Privatni život
Patricku je dijagnosticirana disleksija u 12. godini. Zbog toga mora naučiti sav tekst, da bi mogao nastupiti. Ženio se dva puta, ima troje djece, kćerku i sinove blizance.
Majci mu je dijagnosticiran rak jajnika, od kojeg se dva puta liječila. Zbog toga je osnovao centar za pomoć oboljelima u rodnom gradu. Aktivan je u humanitarnim akcijama.